# Le Bal de l'horreur 4 : Délivrez-nous du Diable
Pour les articles homonymes, voir Le Bal de l'horreur.
Série Le Bal de l'horreur
Dernier baiser avant l'enfer
(1990) Le Bal de l'horreur
(2008)
Pour plus de détails, voir Fiche technique et Distribution.
Le Bal de l'horreur 4 : Délivrez-nous du Diable ou Le Bal de l'horreur 4 : Délivrez-nous du mal (Prom Night IV: Deliver Us from Evil) est un film d'horreur Canadien réalisé par Clay Borris, sorti en 1992.

## Synopsis
Un prêtre assassine des victimes.

## Fiche technique
- Titre français : Le Bal de l'horreur 4 : Délivrez-nous du Diable ou Le Bal de l'horreur 4 : Délivrez-nous du mal
- Titre original : Prom Night IV: Deliver Us from Evil
- Réalisation : Clay Borris
- Scénario : Richard Beattie
- Production : Peter R. Simpson
- Société de production : Norstar Entertainment
- Musique : Paul Zaza
- Photographie : Richard Wincenty
- Montage : Stan Cole
- Pays :  Canada
- Genre : horreur
- Durée : 92 minutes
- Format : Couleur (Technicolor) - Son : Monophonique - Format 35 mm
- Date de sortie : 
  -  États-Unis : 13 mai 1992
- interdit aux moins de 12 ans

## Distribution
- Nicole de Boer : Meagan
- J.H. Wyman : Mark
- Joy Tanner : Laura
- Alle Ghadban : Jeff
- Kenneth McGregor : Père Jaeger
- James Carver : Père Jonas
- Brock Simpson : Père Colin
- Krista Bulmer : Lisa
- Phil Morrison : Brad
- Fab Filippo : Jonathan